# Вулиця Теодозії Бриж (Рівне)
Вулиця Теодозії Бриж — одна з вулиць міста Рівне, названа на честь української скульпторки, уродженки Рівненщини Теодозії Бриж.
Вулиця Теодозії Бриж є прямою і пролягає зі сходу на захід від вулиці Блока до вулиці Єсеніна в мікрорайоні Ювілейний. Від вулиці Теодозії Бриж у вигляді літери "С" пролягає також вулиця Ольги Кобилянської.
На вулиці розташовані виключно приватні житлові будинки.

## Історія
За часів радянської окупації вулиця мала назву вулиця Ванди Василевської. Сучасна назва — з 2016 року.